# Pozo de Banfield
El Pozo de Banfield es una antigua dependencia de la Brigada de Investigaciones de Banfield de la Policía de la Provincia de Buenos Aires, en la que funcionó un centro clandestino de detención entre noviembre de 1974 y octubre de 1978, en el marco de la dictadura cívico-militar que gobernó Argentina entre 1976 y 1983. Este centro clandestino de detención —que en su momento se hallaba subordinado al Regimiento de Infantería Mecanizada 3 del Ejército Argentino— tuvo la particularidad de empezar a operar como tal durante el gobierno constitucional de María Isabel Martínez de Perón. y formaba parte del Circuito Camps.

## Ubicación y arquitectura
El edificio de tres pisos está ubicado en la intersección de las calles Siciliano y Vernet en Villa Centenario a dos cuadras del Camino Negro. En la planta baja se encontraba la oficina del jefe, una sala de torturas y otras dependencias. En el primer piso había calabozos, oficinas, el comedor y casino del personal, cocinas y baños, mientras que en el segundo había más calabozos y un baño.

## Detenidos
Un total de 309 personas, entre ellas ciudadanos uruguayos, paraguayos y chilenos, fueron alojadas en este centro. De ellas, 97 aún permanecen desaparecidas y 5 fueron liberadas y posteriormente asesinadas. Entre los prisioneros había cuatro mujeres que dieron a luz, cuyos hijos continúan sin ser identificados. Se considera que una de las principales funciones de este centro ilegal fue albergar a detenidas durante los últimos meses de embarazo, para disponer luego de los recién nacidos, quienes eran separados de sus madres.
En este sitio fueron alojados los estudiantes platenses secuestrados durante la Noche de los Lápices, en 1976.
Tras el retorno de la democracia en 1983, el centro continuó siendo una dependencia de la PPBA. En 2006 y a pedido de organizaciones sociales, el espacio fue cedido a la Secretaría de Derechos Humanos de la Provincia de Buenos Aires para construir un Sitio de Memoria.